# Шулута (Заіграєвський район)
Шулута (рос. Шулута) — улус Заіграєвського району, Бурятії Росії. Входить до складу Сільського поселення Первомаєвське.
Населення — 186 осіб (2015 рік).